# 玉石

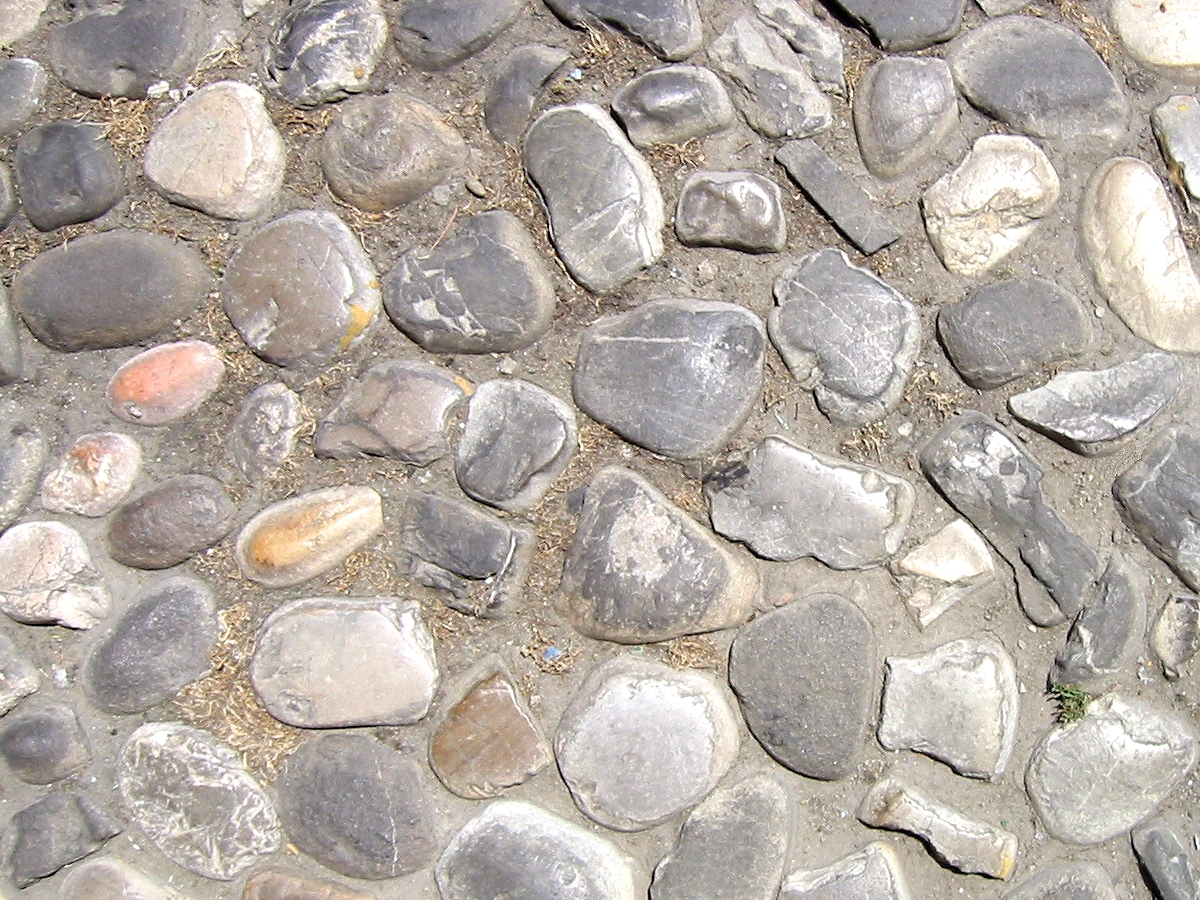
イーモラにある玉石の石畳（イタリア）

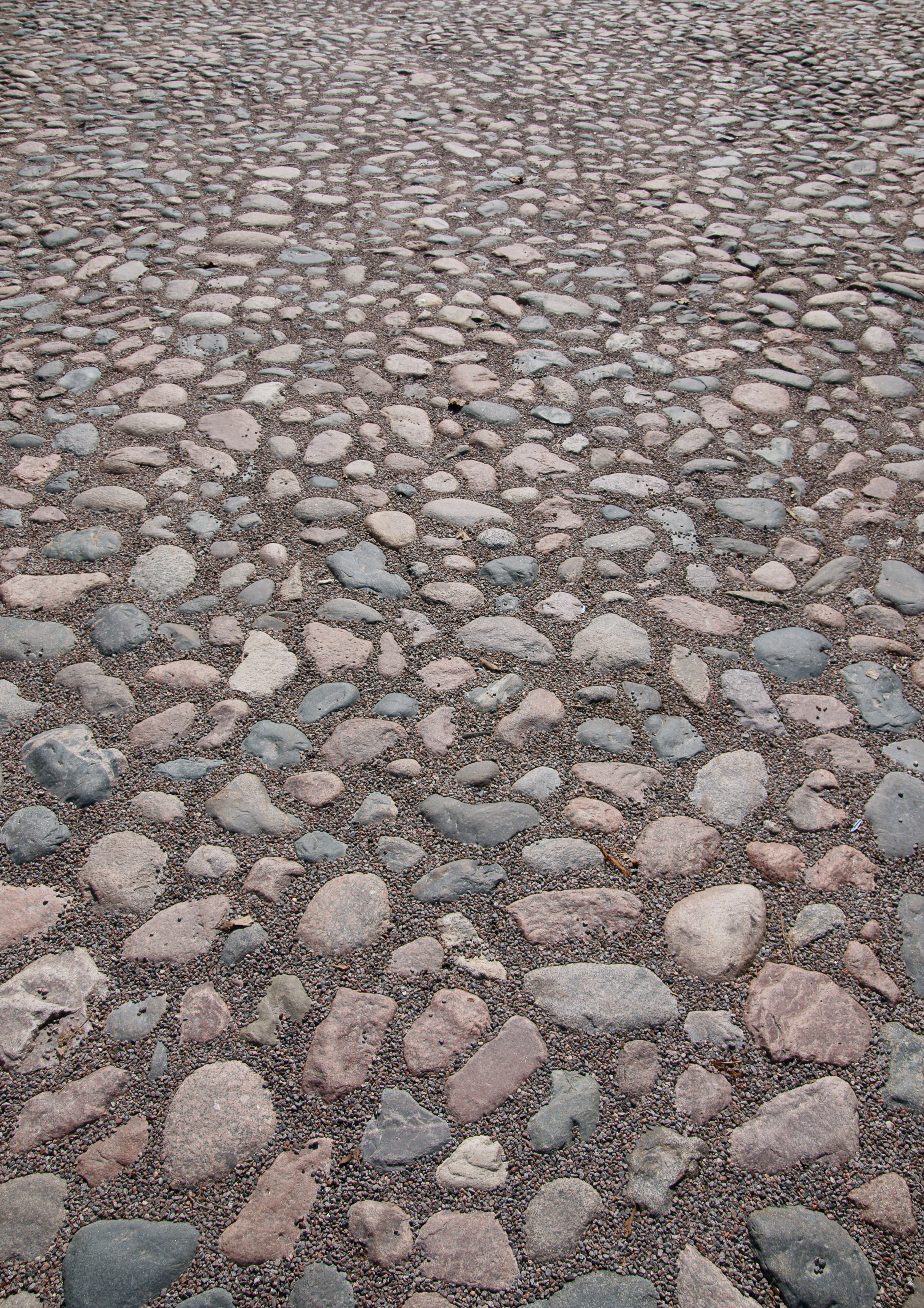
ポルヴォーの石畳舗装（フィンランド）

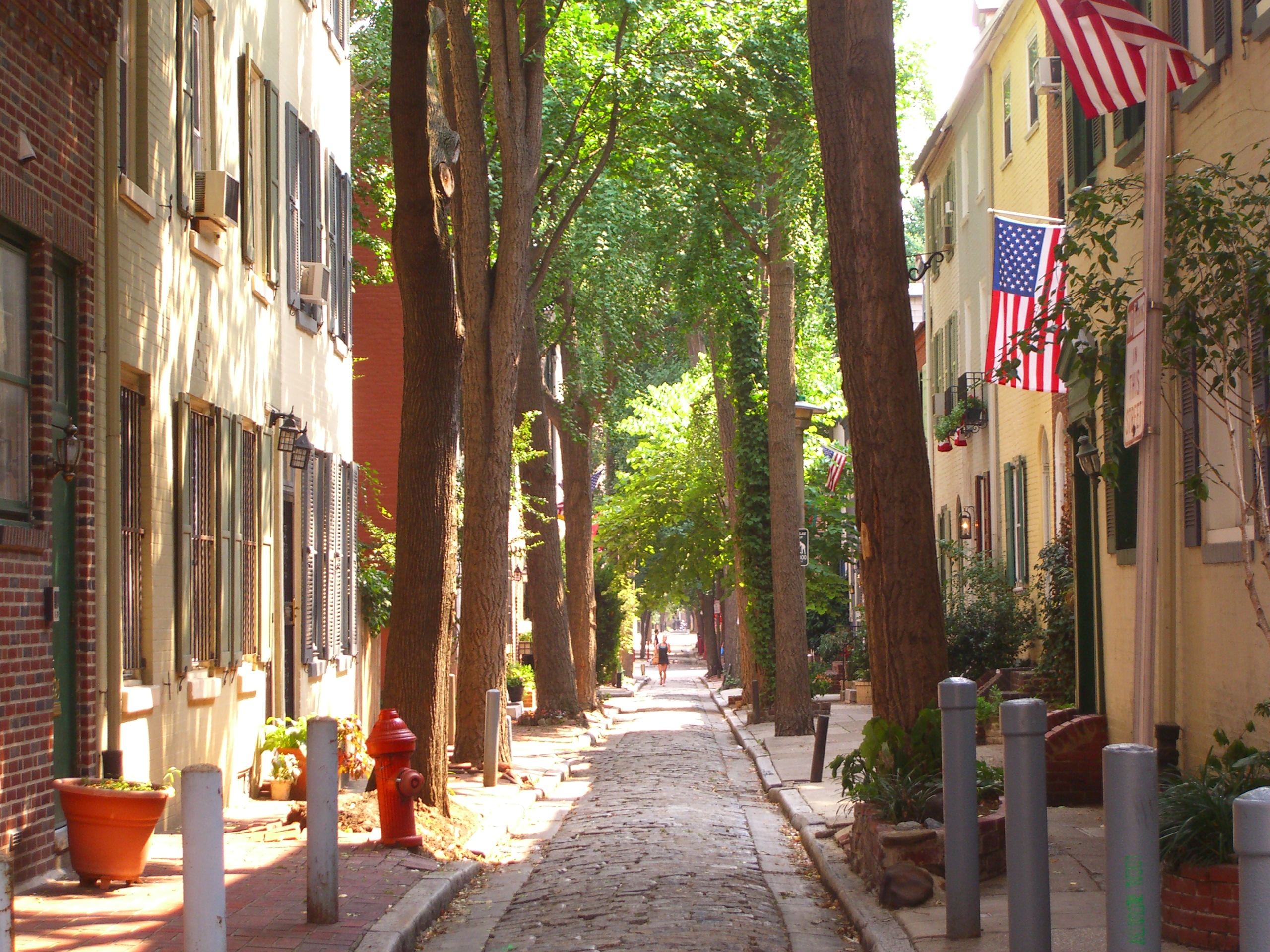
クインス通りの素晴らしい石畳の街並み（アメリカ、フィラデルフィア）

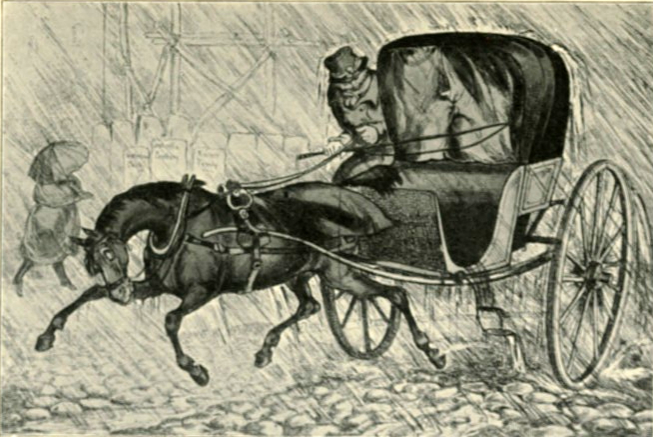
濡れて滑りやすい石畳の道を進むカブリオレ 。（1823年、ロンドン）

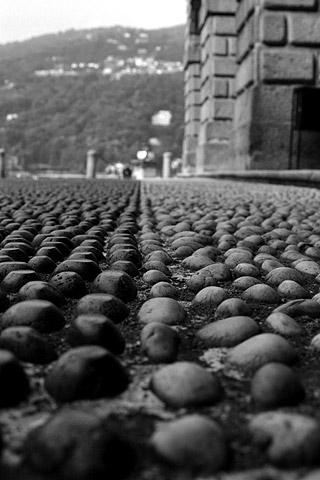
イゾラベッラに見られるような石畳は、馬の蹄がしっかりとかかるように設計されている（イタリア）

玉石（たまいし、英: Cobblestone）は、土木工学や地盤工学などで用いられる一定の大きさの石（礫＝つぶて）。

## 定義
土木工学における「玉石」の定義は特に大きさにおいて一様ではない。
- 国土交通省・土木工事共通仕様書では「玉石は、天然に産し、丸みをもつ石で通常おおむね15cm〜25cmのものとし、形状はおおむね卵体とし、表面が粗雑なもの、うすっぺらなもの及び細長いものであってはならない。」としている[1]。
- NEXCO（東日本高速道路株式会社・中日本高速道路株式会社・西日本高速道路株式会社）の「土質地質調査要領、参考資料編」（NEXCO、2012）では10〜50cm程度の粒径の礫（れき）を指すとし、これよりも大きいものは転石（boulder）としている[2][注釈 1]。

地盤工学では、「地盤材料試験の方法と解説 2分冊の1」（地盤工学会，2009年）の地盤材料の分類には玉石は含まれていないが、室内土質試験以外の現場土質名に玉石まじり砂礫の名称が慣用的に使用されることがあるとしている。
英語ではCobble stoneという。礫（れき）は粒径による細分で粗礫、中礫、細礫に分類され、円磨度による細分で円礫と角礫に分類される。土質柱状図の図模様でも玉石交じりの表記が行われることがあるが、国際標準化機構（ISO710）では円礫としており丸い記号で表す（礫径に応じて、記号の大きさを変化させる）。
Cobbleは堆積組織学ではBoulderとPebbleの中間の大きさの礫をいう。チェスター・キーラー・ウェントワース（Chester Keeler Wentworth）やウィリアム・クリスチャン・クルンバイン（William Christian Krulnbein）の粒度区分尺度では、径が64〜256mmのものをCobbleとし、それより大きいものをBoulder、小さいものをPebbleとしている。

## 利用

### 舗装
石畳を敷いた区画をスコットランド語で「コーシー」、「カッセイ」、または「キャシー」と呼ぶ （おそらく語源は〈コーズウェイ〉）。

#### 道路造成における使用
玉石の石畳は一般的に砂や類似の材料で据えられるか、モルタルで固着される。石畳舗装をすると、未舗装の道路でよく見られるわだち（車が通ったあとに残る車輪の跡）を防いで、道路を一年を通して使用できる。雨天時に泥はねが上がらず、乾季は埃が立ちにくいという利点もある。また蹄鉄を嵌めた馬は、ターマックやアスファルトよりも石の玉石やピッチ敷きのほうがより強い牽引力を得ることが可能である。石畳舗装の上を往来すると馬車の車輪や馬のひづめ、あるいは現代の自動車も騒音が大きいという事実は不利益とも考えられるが、歩行者に車両の接近を警告する利点がある。イギリスではかつて、病人や危篤の人がいる家の前の石畳に藁をばら撒き、騒音を弱める習慣があった。

#### 現代の利用
石畳は、19世紀に大部分が花崗岩の切り石敷きに置き換えられていった（ベルギーブロックとも呼ぶ ）。
玉石の石畳道や「敷石」街道はしだいにマカダム道路へ、そして後にターマックへ、そして最終的には20世紀初頭にアスファルトコンクリートへと移り変わった。しかしながら現代の車両交通量の多い街路であっても、石畳はしばしば歴史地区に保存されている。ヨーロッパの古くからある村や都市の多くに、今も石畳あるいはピッチ舗装が見られる。ここ数十年の間、

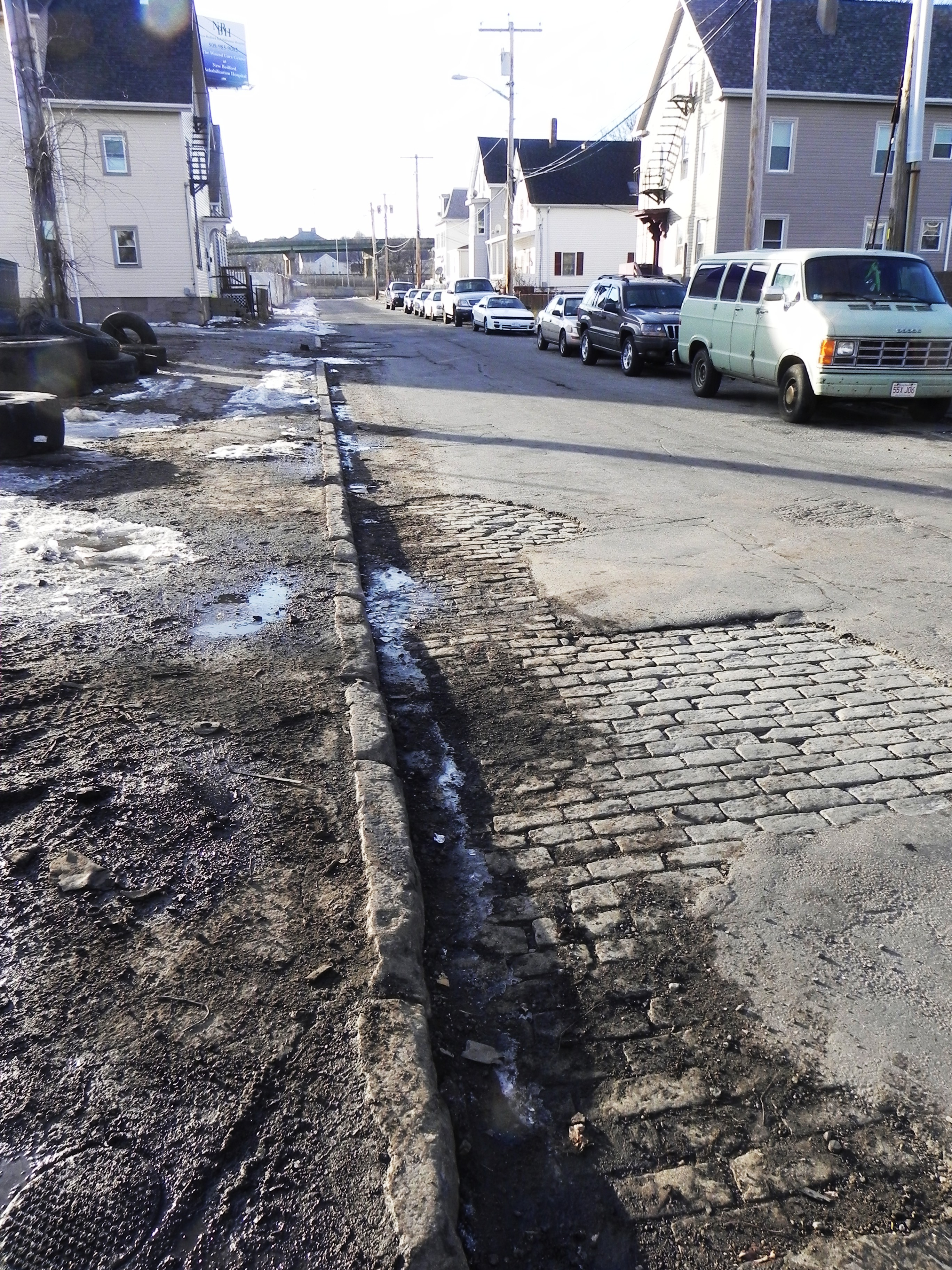
ひび割れたアスファルト舗装に露出した敷石（マサチューセッツ州ニューベッドフォード）

石畳はヨーロッパで歩行者専用道路を新たに舗装する素材として人気が出た。この場合、歩行者が接近車両の音を聞くことができるので、騒音がするという表面の性質は利点となる。また石畳はその見た目から、その一帯が単なる普通の街区ではないと告げる手がかりになる。玉石や敷石の使用はまた、通常のアスファルト道路環境と比較して「独特で芸術的」と説明され、より「高級な」道路解決策であると考えられている 。
フィラデルフィア、ボストン、ピッツバーグほかアメリカの古都では、古い街道の多くが玉石や敷石（ほとんどが切り石）を敷き詰めて舗装してある。ただしそうした街道の多くはさらにその上にアスファルト舗装を施し、しかも交通量の多さからひび割れたり侵食されて、元の石畳が露出してしまうことがある。
カナダのサスカチュワン州サスカトゥーンなど複数の場所では、1990年代になっても交通量の多い一部の交差点で舗装の一部が崩れて石畳が見られた。トロントではかつて路面電車のルートに使用された敷石の街路が1980年代に消滅したものの、ディスティラリー歴史地区では今でも見られる。
中南米の多くの都市はアルゼンチンのブエノスアイレス、メキシコのサカテカスおよびグアナファト、プエルトリコのサンフアン旧市街、ウルグアイのモンテビデオなど、今でも整備されて良好な状態を保つ石畳の通りが多いことで有名である。依然として花崗岩の石を手作業で配置するという伝統的な方法で維持と修復をしている。 
チェコ共和国には、着色大理石と石灰岩を敷いた古い石畳の道がある。赤と黒（石灰岩）、白（大理石）の3色づかいのデザインは、ボヘミアでは長い伝統がある。古い道のサイコロ状の敷石は手作業で施工する。 

#### 自転車レースでの採用
自転車ロードレースでは、石畳のコースを採用して選手に難易度を与える。落車したりパンクすることなく、石畳を効率的に自転車で乗りこなすには一定の技量が求められる。著名な石畳の自転車レース（フランドル・クラシック）に、ロンド・ファン・フラーンデレンとパリ～ルーベがある。 

### 建築

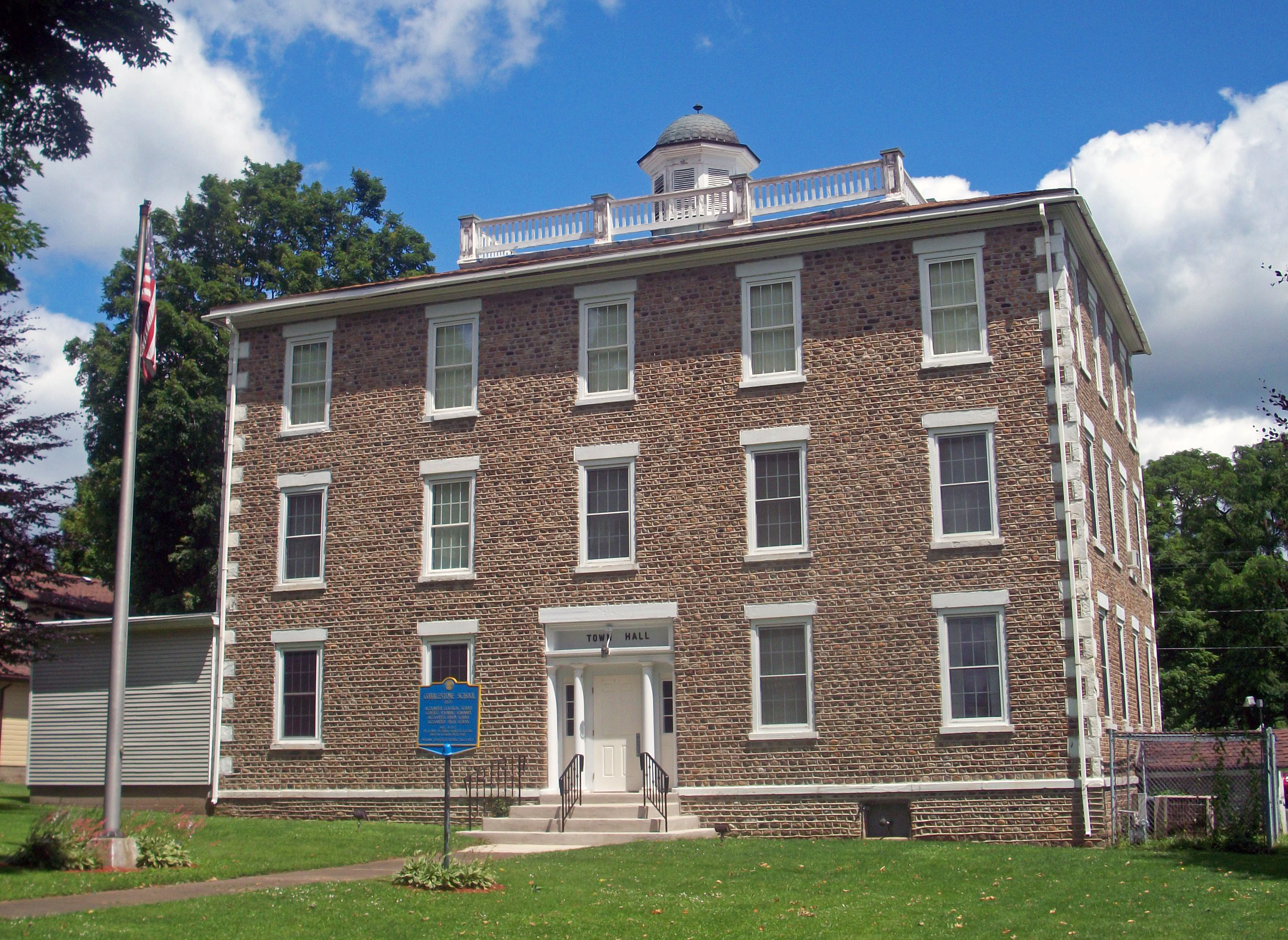
石敷きで3階建てのアレクサンダークラシックスクール校舎（ニューヨーク州アレクサンダー）

ニューヨーク州のフィンガーレイクス地域は氷河の後退がもたらした小さな玉石が大量にあることから、建物に利用された。この地域の南北戦争以前の建築様式では、壁を築く材料に玉石が多用された。今日まで残った玉石壁の建物は歴史的な場所として珍重されており（600棟未満で大半は個人宅）、これらはオンタリオ湖の南でバッファローからシラキュースの間に集中している。玉石壁は住居だけでなく、納屋、ステージコーチ（駅馬車休息所）の居酒屋、燻製小屋、店舗、教会、学校、工場、あるいは墓地の境界壁にも使われた。
アメリカで唯一の玉石壁の公共建築は、ニューヨーク州アレキサンダーにあるアレキサンダークラシックスクールである。